# Abraeus loebli
Abraeus loebli är en skalbaggsart som beskrevs av Yves Gomy och Ôhara 2001. Abraeus loebli ingår i släktet Abraeus och familjen stumpbaggar. Inga underarter finns listade i Catalogue of Life.